# Totengedenken des Wiener Korporationsringes
Das Totengedenken des Wiener Korporationsringes war eine Veranstaltung in Wien, die seit den 1990er Jahren bis 2012 jeweils am oder um den 8. Mai zumeist vor der Krypta am Heldenplatz abgehalten wurde. Mitveranstalter war der Ring Volkstreuer Verbände (RVV). Gedacht wurde der Toten des Zweiten Weltkrieges, der in Europa am 8. Mai 1945 endete. Seit dem Jahr 2000 wurde die Veranstaltung von Gegendemonstrationen begleitet. Seit 2013 veranstaltet die Republik Österreich am 8. Mai am Heldenplatz eine Mahnwache des Bundesheeres und ein Fest der Freude mit den Wiener Symphonikern. Der Begriff „Heldengedenken“, der von verschiedenen Medien und politischen Gegnern der Veranstaltung benutzt wurde, wurde vom Wiener Korporationsring nicht verwendet.

## Geschichte
In der Nachkriegszeit war ab 1950 eine „Totengedenkfeier am Heldenmal“ mit Kranzniederlegung ein festes Ritual an der Wiener Universität. Der Wiener Korporationsring (WKR), ein Zusammenschluss von Studentenverbindungen aus Wien, veranstaltete erstmals am 29. November 1952 eine eigene „Gefallenenehrung“.
In den 1990er Jahren begannen einzelne Mitgliedsverbindungen des WKR, jeweils zum 8. Mai ein Totengedenken in Wien zu organisieren. 1996 war es die Wiener akademische Burschenschaft Albia, die zur Veranstaltung in der Mölker Bastei, auf dem Heldenplatz und zur Kranzniederlegung aufrief. In den darauffolgenden Jahren kamen die Wiener akademische Burschenschaft Aldania, die Akademische Verbindung Wartburg zu Wien, die Akademische Grenzlandsmannschaft Cimbria zu Wien, die Wiener akademische Burschenschaft Libertas und die Akademische Burschenschaft Oberösterreicher Germanen in Wien zum Zug. Störungen traten ab 2000 auf, als verschiedene linke Organisationen erstmals zur Gegendemonstration aufriefen.

### Verbotsdiskussionen 2002
2002 forderte der Bürgermeister von Wien Michael Häupl (SPÖ) Innenminister Ernst Strasser (ÖVP) dazu auf, die Veranstaltung zu untersagen. Die österreichische Vizekanzlerin und FPÖ-Bundesparteiobfrau Susanne Riess-Passner empfahl aufgrund von Sicherheitsbedenken eine örtliche Verlegung des Totengedenkens. Daraufhin meldete sich die akademische Zunft unterschiedlich zu Wort, so unterstützte der Wiener Verfassungsrechtler Theo Öhlinger ein Verbot der Veranstaltung. Die massiv gestörte Veranstaltung von 2002 sah der Historiker Gerhard Jagschitz exemplarisch als außerparlamentarische Konfrontation von politischer Linken und Rechten in Österreich. Alfred Gusenbauer, Bundesparteivorsitzender der SPÖ sprach von einer „Neonazi-Kultveranstaltung“. Gegen diese Behauptung wehrten sich mehrere FPÖ-Politiker in einem Schreiben. Der katholische Österreichische Cartellverband (ÖCV) distanzierte sich vom Totengedenken.

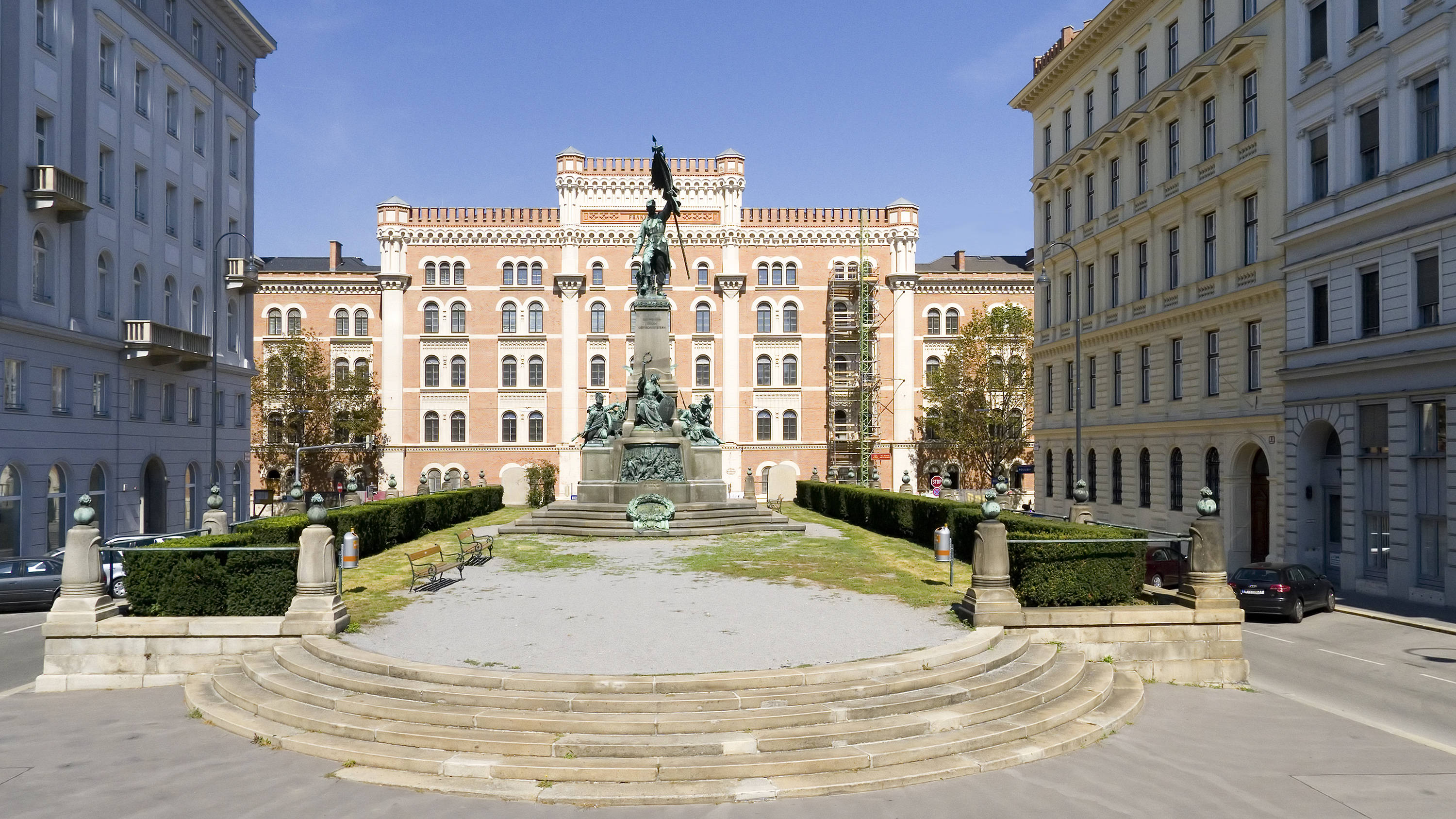
Deutschmeister-Denkmal am Deutschmeisterplatz

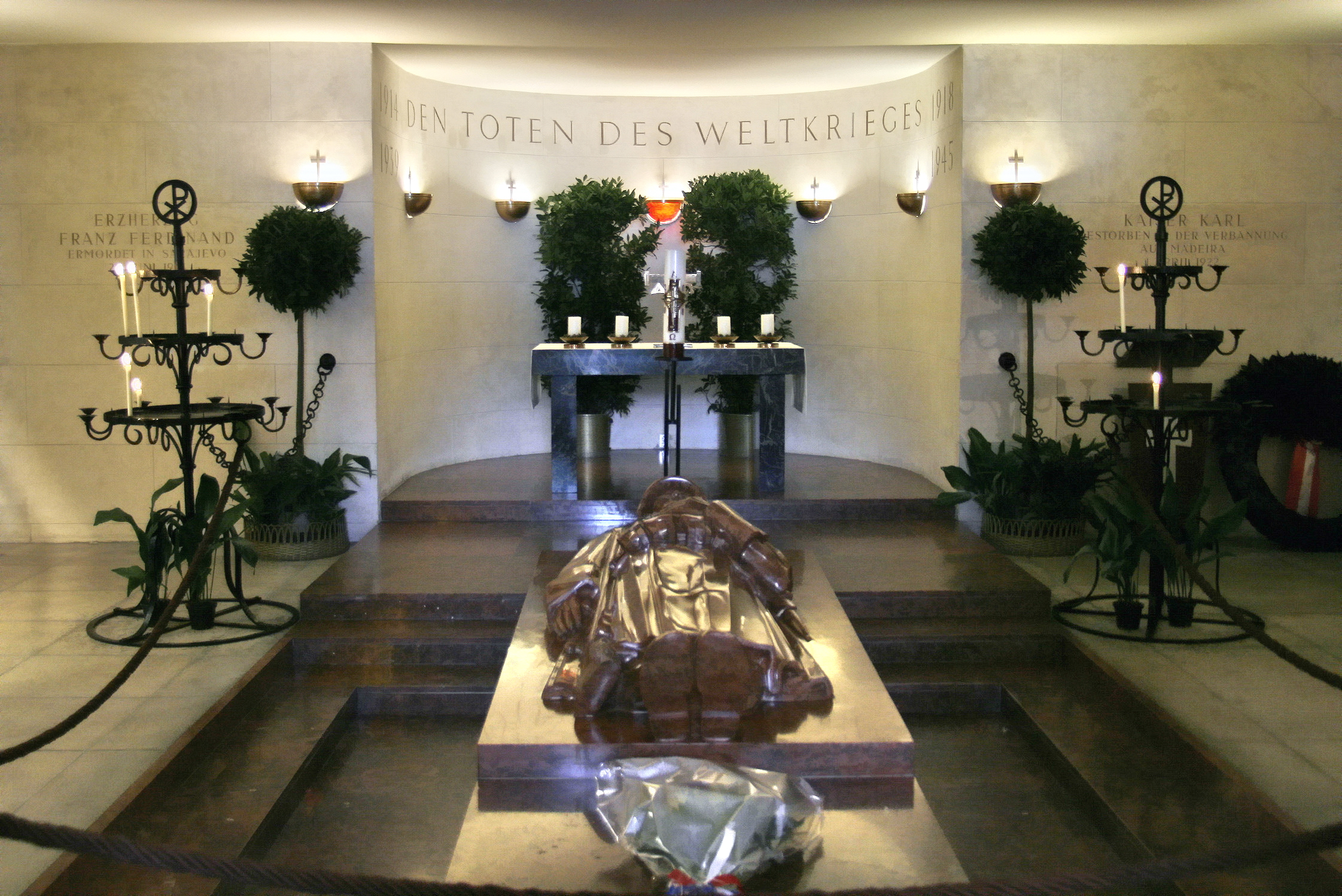
Grabmal des unbekannten Soldaten

### Totengedenken 2003–2012
Mehr als 350 Teilnehmer besuchten im Jahr 2004 das Totengedenken am Heldenplatz, zu dem FPÖ-Politiker Heinz-Christian Strache als Hauptredner geladen war.
2005 sagte der FPÖ-Europaabgeordnete Andreas Mölzer kurzfristig ab mit der Begründung, es handle sich um eine Veranstaltung im „kleinen Rahmen mit privatem Charakter“, ab. Daraufhin entfiel bis auf eine Kranzniederlegung von 100 Personen am Grabmal des unbekannten Soldaten im Äußeren Burgtor am Heldenplatz das eigentliche Totengedenken. Rund 1.000 Demonstranten fanden sich unter dem Motto „Nie wieder Faschismus! Nie wieder Krieg!“ ein.
2007 und 2008 wurde das Totengedenken im kleineren Kreis an den Deutschmeisterplatz verlegt.
Erneut wurde 2011 der Heldenplatz als Veranstaltungsort ausgemacht. Die Wiener akademische Burschenschaft Olympia war für die Organisation zuständig; FPÖ-Bundesparteiobmann Heinz-Christian Strache sollte als Hauptredner sprechen, sagte jedoch aufgrund heftiger Kritik im letzten Moment ab.  Er stünde mit beiden Beinen fest auf dem Boden der österreichischen Verfassung und „Krieg [sei] etwas Entsetzliches und die Verbrechen der Nationalsozialisten unbestritten“. Etwa 700 Demonstranten folgten den Aufrufen der Sozialistischen Jugend Österreich, der Grünen und der Israelitischen Kultusgemeinde.
2012 nahmen keine Politiker als Redner teil. Bis zu 1.200 Demonstranten (darunter Funktionäre von SPÖ, Grünen und ÖGB) störten das Gedenken mit Lärm und Knallkörpern. Eine Kontrastveranstaltung wurde vom Österreichischen Cartellverband (ÖCV) und Mittelschüler-Kartell-Verband (MKV) organisiert. Bundeskanzler Werner Faymann (SPÖ) und Michael Spindelegger (ÖVP) kritisierten das Totengedenken in ihren Reden im Bundeskanzleramt.

### Fest der Freude

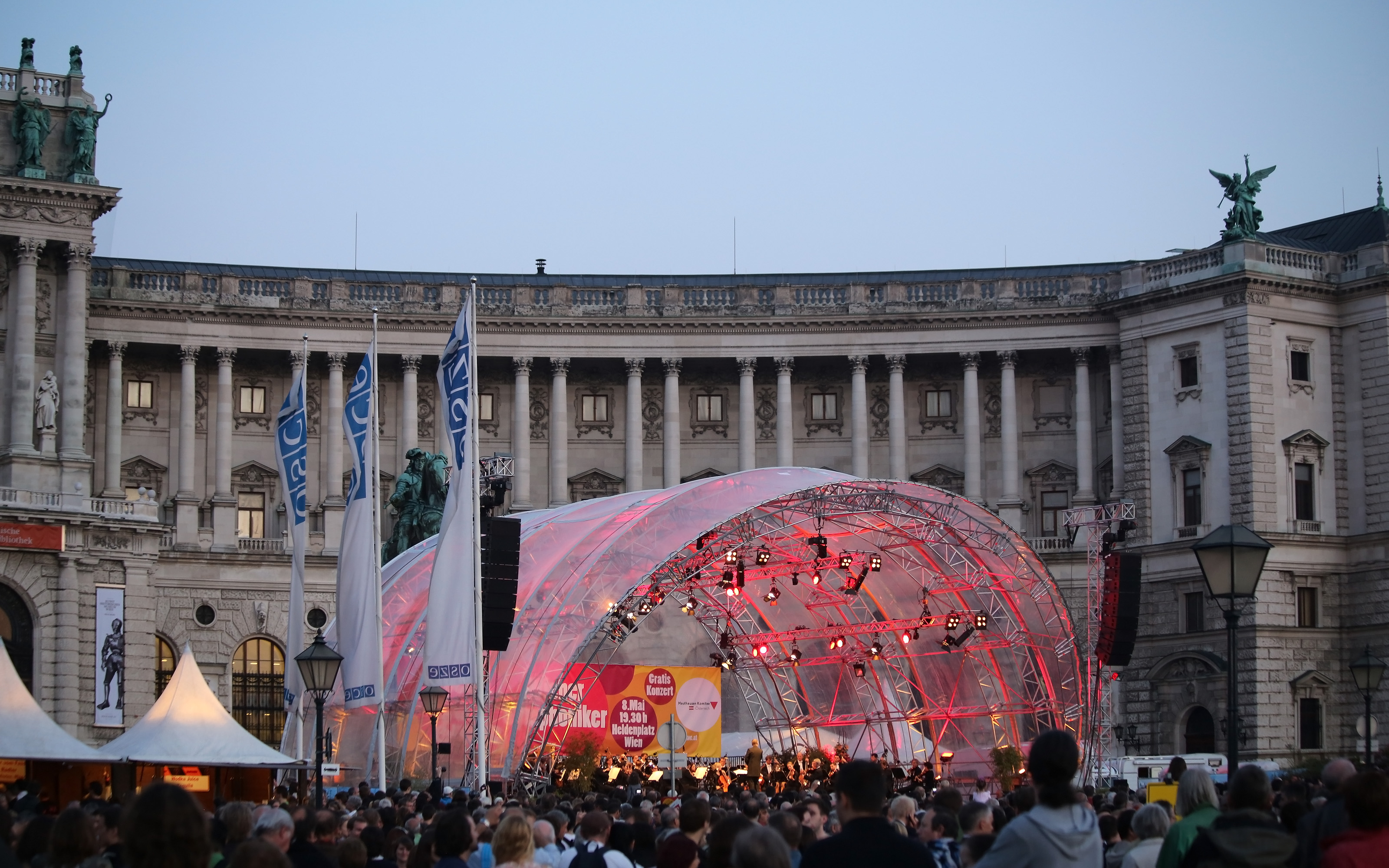
Fest der Freude am 8. Mai 2013 auf dem Heldenplatz

Seit 2013 veranstaltet die Bundesregierung alljährlich am 8. Mai eine Mahnwache des Bundesheeres und ein Festkonzert der Wiener Symphoniker als „Bekenntnis zu Demokratie und Freiheit in Österreich“ am Heldenplatz, um die Befreiung vom Nationalsozialismus zu feiern und um die Opfer und Widerstandskämpfer zu würdigen. Verteidigungsminister Gerald Klug erklärte am 6. Mai 2013 in der Presse: „Wo in den vergangenen Jahren die Burschenschafter aufmarschiert sind, werden diesmal Soldaten zum Gedenken an die Opfer des Faschismus Wache halten. […] Für einschlägige Gruppen darf es keinen Platz geben, schon gar nicht auf dem Heldenplatz.“ Der Wiener Korporationsring und der Ring Volkstreuer Verbände erklärten, man nehme mit Freude zur Kenntnis, „dass dem Gedenken an die Toten dieses Jahr ein würdiger und offizieller Rahmen gegeben wird.“

## Redner
- 2002: Wolfgang Jung
- 2003: Helge Wolfgang Endres[20]
- 2004: Heinz-Christian Strache
- 2006: Andreas Mölzer[21]
- 2007: Lutz Weinzinger
- 2008: Wilhelm Figl
- 2011: Wolfgang Jung